# Marie Biard
Pour les articles homonymes, voir Biard (homonymie).
Marie Biard, connue sous son nom de plume Étincelle et comme baronesse Double, née le 14 octobre 1840 à Paris et morte le 8 mai 1897 dans cette même ville, est une salonnière et femme de lettres française.

## Biographie
Henriette Marie Adélaïde Biard est la fille du peintre François-Auguste Biard et de la romancière Léonie d'Aunet. Elle est née à Paris le 14 octobre 1840. Ses parents se séparent officiellement en 1855.
Elle publie en 1862 un premier roman sous le pseudonyme d'Henriette d'Isle, Histoire de deux âmes, plusieurs fois réédité, à partir de 1875 sous le titre Deux cœurs dévoués. Elle collabore à l'écriture du roman publié en 1863 sous le nom unique de sa mère, L'Héritage du marquis d'Elvigny. Elle adapte ensuite ce roman au théâtre sous le titre Une Provinciale, signant du pseudonyme Georges de Létorière. La pièce est créée au Troisième Théâtre-Français sous le titre La Provinciale, le 8 mai 1877.
Marie Biard publie ensuite plusieurs romans sous ce pseudonyme ainsi que sous le nom de plume Étincelle.
Elle collabore au Figaro, à La Mode pratique, à L'Art et la mode dont elle est rédactrice en chef. Elle tient salon dans son appartement de la rue Jean-Goujon, puis dans celui du boulevard Haussmann, où elle meurt le 8 mai 1897. Ses obsèques sont célébrées à Saint-Philippe du Roule. Elle est inhumée à Ville-d'Avray.

## Vie privée
Elle épouse à Saint-Mandé, le 2 juillet 1863, le vicomte Jules-Louis-Antoine de Peyronny avec qui elle a une fille, Camille. En 1882, elle demande une séparation de corps d'avec son époux. Encore mariée, elle épouse à Londres en 1885 le riche collectionneur et bibliophile, le baron Lucien Double, fils du médecin François-Joseph Double. Le divorce avec son premier mari est prononcé le 1er mars 1887. À la mort du baron en 1895, la famille de ce dernier intente un procès à Marie, le mariage est annulé en 1896 et la succession revient à la mère et aux filles, du défunt.

## Œuvres
- Henriette d'Isle, Histoire de deux âmes, illustration de J. Duvaux, L. Hachette et Cie, 1862 lire sur Google Livres ; deuxième édition en 1867[17] ; troisième édition en 1875 sous le titre Deux cœurs dévoués    (Wikisource) ; quatrième édition en 1879, lire en ligne sur Gallica
- avec Léonie d'Aunet, L'Héritage du marquis d'Elvigny, L. Hachette, 1863[3], lire en ligne sur Gallica
- Vicomte Georges de Létorière, Une provinciale, comédie en quatre actes, dans Le Théâtre des inconnus, recueil de pièces inédites et qui n'ont pas été représentées au théâtre, N° 8, Paris, Laplace, Sanchez et Cie, 1873 ; réédition en 1877 dans Le théâtre inédit du XIXe siècle, Paris, Laplace et Sanchez [lire en ligne] et en in-18 par C. Lévy[18]
- Georges de Létorière, Voyage autour des Parisiennes, P. Ollendorff, 1879 [lire en ligne]
- Georges de Létorière, La Part de butin, comédie en un acte, P. Ollendorff, 1880 [lire en ligne]
- Vicomte Georges de Létorière, La Marquise de Trévilly, Charpentier, 1880[19]
- Vicomte Georges de Létorière, La Corbeille de mariage, P. Ollendorff, 1881 [lire en ligne]
- Étincelle, Carnet d'un mondain : gazette parisienne, anecdotique et curieuse, illustrations d'Alexandre Ferdinandus, Édouard Rouveyre, 1881, lire en ligne sur Gallica
- Vicomte Georges de Létorière, Amours et Amitiés parisiennes, P. Ollendorff, 1881, lire en ligne sur Gallica
- Étincelle, L'Archiduchesse, P. Ollendorff, 1886
- Étincelle, L'Impossible, P. Ollendorff, 1886, lire en ligne sur Gallica
- Mme la baronne Double, « Préface », in Marguerite de Launay, Mémoires, Librairie des Bibliophiles, 1890, p. iii-xxx[20]
- Étincelle, Mondanités, E. Dentu, 1891 [lire en ligne]
- Vicomte de Létorière, La Corbeille de mariage, comédie en un acte, D. Jouaust, 1891[21], lire en ligne sur Gallica
- Mme la baronne Double, « Josette », Revue des deux mondes, mars-avril 1892, p. 140, lire en ligne sur Gallica
- Étincelle, L'Irrésistible, C. Lévy, 1893  — critique par le « Vicomte de G. », « L'Irrésistible », La Grande dame : revue de l'élégance et des arts, n° 25, avril 1893, p. 375-376 lire en ligne sur Gallica

## Postérité
- Gioia Diliberto, I Am Madame X: A Novel, Simon and Schuster, 2003 lire sur Google Livres

## Distinctions
- Prix Montyon 1893 pour Josette[22]